# Let Me Introduce Her
Let Me Introduce Her (en hangul, 그녀로 말할 것 같으면; RR: Geunyeoro Malhal Geot Gateumyun) es una serie de televisión surcoreana dirigida por Park Gyung-ryeol y protagonizada por Nam Sang-mi, Kim Jae-won y Jo Hyun-jae. La serie se emitió por el canal SBS en grupos de cuatro episodios consecutivos, los sábados desde el 14 de julio hasta el 29 de septiembre de 2018.

## Sinopsis
Es la historia de Ji Eun-han, quien ha perdido su memoria después de someterse a una operación de cirugía plástica para asumir otra identidad, y busca recuerdos para descubrir quién era.

## Reparto

### Principal
- Nam Sang-mi como Ji Eun-han: una mujer que pierde la memoria tras una cirugía plástica.[3][4]
- Kim Jae-won como Han Kang-woo, cirujano plástico de Ji Eun-han.[5]
- Jo Hyun-jae como Kang Chan-ki, presentador de noticias y marido de Ji Eun-han.[6]

### Secundario
- Lee Mi-sook como Min Ja-young.[7]
- Han Eun-jung como Jung Soo-jin.[8]
- Yang Jin-sung como Song Chae-young.[9]
- Lee Dae-yeon como Han Young-cheol.
- Kim Roi-ha como el detective Kim.
- Kim Jung-young como Lee Sook-hyun.[10]
- Jung Young-joo como la señora Hwang.[11]
- Jeong Jin-woon como Han Hee-young.[12]
- Lee Ho-jung como Lee Hyun-soo.[13]
- Kim Bo-kang como Jang Seok-joon.
- Kang Hoon como Ji Soo-han.[14]
- Lee Si-a como Ji Eun-han.[15]
- Kim Jung-young como la madre de Ji Eun-han.
- Lee Se-hee.
- Jung Young-joo como la señora Hwang.[11]

## Producción
La primera lectura del guion tuvo lugar el 22 de mayo de 2018 en SBS Prism Tower en Sangam-dong, Seúl, Corea del Sur.
Let Me Introduce Her fue la última serie dramática producida por Kim Yong-jin para SBS Plus antes de convertirse en vicepresidente y jefe de programación de Mega Monster, filial de producción de televisión de Kakao M, ese mismo año. Su primer proyecto con Mega Monster (como showrunner y productor ejecutivo), la miniserie de suspenso y misterio Children of Nobody, se estrenó en la cadena rival MBC TV casi dos meses después de que Let Me Introduce Her emitiera su último episodio.

## Controversia por plagio
En septiembre de 2018, la productora surcoreana DK E&M, la compañía responsable de las series Blow Breeze, Working Mom Parenting Daddy y Here Comes Mr. Oh, anunció la intención de presentar una demanda por plagio contra SBS, su subsidiaria SBS Plus y Shinyoung E&C Group, acusando a Let Me Introduce Her de plagiar el drama japonés de 1999 Beautiful Person. DK E&M había estado en negociaciones con TBS (el canal original de Beautiful Person) desde noviembre de 2017 para producir una adaptación dramática coreana de la misma, y estaba planeando transmitir la serie en 2019, pero el proyecto quedó arruinado porque SBS transmitió antes Let Me Introduce Her. SBS negó la acusación, afirmando que «solo los temas de la cirugía plástica y el romance son similares» en los dos dramas. También planea presentar una demanda por difamación contra DK E&M por las afirmaciones «infundadas» de esta última.
El 8 de octubre de 2018, DK E&M buscó ayuda de la Asociación de Escritores de Radio y Televisión de Corea con respecto a la controversia, diciendo que «la actitud de SBS con respecto a la situación era decepcionante».
DK E&M produjo finalmente para MBC Love in Sadness, su propia versión de Beautiful Person, que se emitió entre febrero y abril de 2019.

## Banda sonora original
| Parte | Publicación          | N.º | Título                           | Letra                                        | Artista                          | Duración |
| ----- | -------------------- | --- | -------------------------------- | -------------------------------------------- | -------------------------------- | -------- |
| 1     | 14 de julio de 2018  | 1   | 기억을 걸어 (Snowball)           | Kim Ho-kyung (김호경)                        | JK Kim Dong-wook (JK 김동욱)     | 04:01    |
| 1     | 14 de julio de 2018  | 2   | 기억을 걸어 (Inst.)              |                                              |                                  | 04:01    |
| 2     | 28 de julio de 2018  | 1   | Save Me                          | Lee Shin-sung (이신성)                       | leeSA (리싸)                     | 03:50    |
| 2     | 28 de julio de 2018  | 2   | Save Me (inst.)                  |                                              |                                  | 03:50    |
| 3     | 4 de agosto de 2018  | 1   | This Love (이 사랑)              | Kang Eden (강이든)                           | Jinsol (April) (진솔 (에이프릴)) | 04:41    |
| 3     | 4 de agosto de 2018  | 2   | This Love (inst.)                |                                              |                                  | 04:41    |
| 4     | 18 de agosto de 2018 | 1   | Even If You Hate It (미워해봐도) | Seo Jae-ha (서재하), Kim Young-sung (김영성) | Navi (나비)                      | 03:27    |
| 4     | 18 de agosto de 2018 | 2   | Even If You Hate It (inst.)      |                                              |                                  | 03:27    |
| 5     | 25 de agosto de 2018 | 1   | Wait A Minute                    | Yoo Song-yeon (유송연), Jay Lee              | Cha Yeoul (차여울)               | 03:16    |
| 5     | 25 de agosto de 2018 | 2   | Wait A Minute (inst.)            |                                              |                                  | 03:16    |

## Índices de audiencia
- En la tabla inferior, en azul se marcan los índices más bajos y en rojo los más altos.
- NR señala que la serie no estuvo entre los veinte programas más vistos ese día.
- ND señala que no hay datos disponibles.

| Ep.      | Fecha original de emisión | Índice de audiencia | Índice de audiencia | Índice de audiencia | Índice de audiencia |
| Ep.      | Fecha original de emisión | TNmS                | TNmS                | AGB Nielsen         | AGB Nielsen         |
| Ep.      | Fecha original de emisión | Nacional            | Seúl                | Nacional            | Seúl                |
| -------- | ------------------------- | ------------------- | ------------------- | ------------------- | ------------------- |
| 1        | 14 de julio de 2018       | 4,0 %               | 4,2 %               | 4,4 % (NR)          | 4,6 % (NR)          |
| 2        | 14 de julio de 2018       | 4,9 %               | 5,1 %               | 5,3 % (NR)          | 5,5 % (NR)          |
| 3        | 14 de julio de 2018       | 5,4 %               | 5,6 %               | 5,8 % (NR)          | 6,0 % (NR)          |
| 4        | 14 de julio de 2018       | 6,6 %               | 6,7 %               | 7,1 % (14.ª)        | 7,2 % (13.ª)        |
| 5        | 21 de julio de 2018       | 3,5 %               | 3,7 %               | 3,9 % (NR)          | 4,1 % (NR)          |
| 6        | 21 de julio de 2018       | 5,4 %               | 5,5 %               | 5,8 % (19.ª)        | 5,8 % (20.ª)        |
| 7        | 21 de julio de 2018       | 5,1 %               | 5,3 %               | 5,5 % (NR)          | 5,7 % (NR)          |
| 8        | 21 de julio de 2018       | 6,5 %               | 7,1 %               | 7,2 % (13.ª)        | 7,8 % (10.ª)        |
| 9        | 28 de julio de 2018       | 5,2 %               | 5,4 %               | 4,8 % (NR)          | 5,0 % (NR)          |
| 10       | 28 de julio de 2018       | 6,8 %               | 7,3 %               | 5,9 % (NR)          | 6,4 % (NR)          |
| 11       | 28 de julio de 2018       | 7,2 %               | 7,8 %               | 6,4 % (19.ª)        | 7,0 % (17.ª)        |
| 12       | 28 de julio de 2018       | 8,9 %               | 9,6 %               | 8,3 % (7.ª)         | 9,0 % (6.ª)         |
| 13       | 4 de agosto de 2018       | 4,8 %               | 5,0 %               | 5,3 % (NR)          | 5,5 % (NR)          |
| 14       | 4 de agosto de 2018       | 5,4 %               | 6,1 %               | 6,6 % (15.ª)        | 7,3 % (13.ª)        |
| 15       | 4 de agosto de 2018       | 5,8 %               | 6,3 %               | 7,1 % (13.ª)        | 7,6 % (12.ª)        |
| 16       | 4 de agosto de 2018       | 7,0 %               | 7,6 %               | 8,4 % (4.ª)         | 9,0 % (4.ª)         |
| 17       | 11 de agosto de 2018      | 6,0 %               | 6,4 %               | 6,6 % (17.ª)        | 6,9 % (15.ª)        |
| 18       | 11 de agosto de 2018      | 8,3 %               | 90 %                | 8,7 % (6.ª)         | 9,4 % (6.ª)         |
| 19       | 11 de agosto de 2018      | 8,5 %               | 9,1 %               | 9,3 % (4.ª)         | 9,9 % (4.ª)         |
| 20       | 11 de agosto de 2018      | 10,5 %              | 10,8 %              | 11,9 % (2.ª)        | 12,3 % (2.ª)        |
| 21       | 18 de agosto de 2018      | 5,9 %               | 6,4 %               | 6,3 % (15.ª)        | 6,8 % (12.ª)        |
| 22       | 18 de agosto de 2018      | 7,8 %               | 7,9 %               | 8,6 % (8.ª)         | 8,7 % (7.ª)         |
| 23       | 18 de agosto de 2018      | 8,5 %               | 8,6 %               | 9,1 % (5.ª)         | 9,1 % (6.ª)         |
| 24       | 18 de agosto de 2018      | 10,2 %              | 10,4 %              | 11,8 % (2.ª)        | 12,0 % (2.ª)        |
| 25       | 25 de agosto de 2018      | 5,3 %               | 5,8 %               | 5,7 % (19.ª)        | 6,1 % (17.ª)        |
| 26       | 25 de agosto de 2018      | 7,5 %               | 7,7 %               | 8,4 % (8.ª)         | 8,6 % (8.ª)         |
| 27       | 25 de agosto de 2018      | 7,6 %               | 8,3 %               | 8,7 % (7.ª)         | 9,4 % (7.ª)         |
| 28       | 25 de agosto de 2018      | 9,2 %               | 10,1 %              | 10,4 % (3.ª)        | 11,3 % (2.ª)        |
| 29       | 8 de septiembre de 2018   | N/D                 | N/D                 | 6,9 % (13.ª)        | 7,4 % (10.ª)        |
| 30       | 8 de septiembre de 2018   | N/D                 | N/D                 | 8,7 % (4.ª)         | 8,5 % (7.ª)         |
| 31       | 8 de septiembre de 2018   | N/D                 | N/D                 | 8,5 % (6.ª)         | 9,2 % (4.ª)         |
| 32       | 8 de septiembre de 2018   | N/D                 | N/D                 | 9,8 % (2.ª)         | 9,7 % (2.ª)         |
| 33       | 15 de septiembre de 2018  | N/D                 | N/D                 | 7,0 % (17.ª)        | 7,5 % (16.ª)        |
| 34       | 15 de septiembre de 2018  | N/D                 | N/D                 | 8,8 % (8.ª)         | 9,4 % (7.ª)         |
| 35       | 15 de septiembre de 2018  | N/D                 | N/D                 | 10,1 % (4.ª)        | 10,7 % (4.ª)        |
| 36       | 15 de septiembre de 2018  | N/D                 | N/D                 | 12,0 % (3.ª)        | 12,3 % (3.ª)        |
| 37       | 29 de septiembre de 2018  | N/D                 | N/D                 | 8,0 % (12.ª)        | 8,8 % (8.ª)         |
| 38       | 29 de septiembre de 2018  | N/D                 | N/D                 | 9,6 % (5.ª)         | 10,3 % (5.ª)        |
| 39       | 29 de septiembre de 2018  | N/D                 | N/D                 | 10,4 % (2.ª)        | 11,1 % (4.ª)        |
| 40       | 29 de septiembre de 2018  | N/D                 | N/D                 | 12,7 % (3.ª)        | 13,6 % (3.ª)        |
| Promedio | Promedio                  | –                   | –                   | 7,9 %               | 8,3 %               |

## Premios y nominaciones
| Año  | Premio                 | Categoría                                                              | Candidato    | Resultado | Ref.          |
| ---- | ---------------------- | ---------------------------------------------------------------------- | ------------ | --------- | ------------- |
| 2018 | 6.os Premios APAN Star | Premio a la excelencia, actor en serie                                 | Jo Hyun-jae  | Nominado  | [ 22 ]        |
| 2018 | 6.os Premios APAN Star | Premio a la excelencia, actriz en serie                                | Nam Sang-mi  | Nominada  | [ 22 ]        |
| 2018 | Premios SBS Drama      | Premio a la gran excelencia, actor en serie diaria y de fin de semana  | Kim Jae-won  | Ganador   | [ 23 ] [ 24 ] |
| 2018 | Premios SBS Drama      | Premio a la gran excelencia, actriz en serie diaria y de fin de semana | Nam Sang-mi  | Nominada  | [ 23 ] [ 24 ] |
| 2018 | Premios SBS Drama      | Premio a la gran excelencia, actriz en serie diaria y de fin de semana | Han Eun-jung | Nominada  | [ 23 ] [ 24 ] |
| 2018 | Premios SBS Drama      | Premio de los productores, actriz                                      | Nam Sang-mi  | Ganadora  | [ 23 ] [ 24 ] |